# Camila Suárez
Camila Suárez (Concepción del Uruguay (Entre Ríos), 12 de julio de 2000) es una jugadora de baloncesto argentina que juega en la posición de base en el Club Atlético Riachuelo. Forma parte de la Selección femenina de básquetbol de Argentina, con la que disputó distintas competencias, logrando la medalla de bronce en los Juegos Panamericanos de 2023.

## Biografía
Comenzó a a jugar al básquet a los 7 años en el Club Almafuerte de Concepción del Uruguay. En 2015, con 15 años, se incorporó al Club Tomás de Rocamora para disputar el Torneo Federal Femenino de Básquetbol, con el que continuó disputando las competencias nacionales (como la SuperLiga Femenina y a partir de 2017 la Liga Femenina) a la par que participaba en los torneos locales con Almafuerte.En 2018 formó parte del plantel de Lanús que consiguió el Torneo Federal Femenino de Básquetbol. En el partido definitorio de este torneo logró sumar 13 puntos en más de 23 minutos en cancha, pese a no formar parte de la formación inicial. Aprovechando el final del torneo, se incorporó al club uruguayo Bohemios de Pocitos, con el que se consagró campeona tras vencer en la final a Malvín. En la última final aportó 20 puntos, sumados a siete rebotes y cinco asistencias.
La Temporada 2019 de la Liga Femenina de Básquetbol la vio vestir nuevamente la camiseta de Rocamora, con la que promedió 17.1 puntos, 4.6 rebotes, 2.6 asistencias y 1.7 robos a lo largo del torneo. Finalizado el mismo, se sumó nuevamente al Bohemios uruguayo.
Su desempeño en las distintas competencias hicieron que el Club Obras Sanitarias la fichase a principios de 2020. Con el club porteño conquistó el Torneo Federal Femenino 2021, la Liga Metropolitana 2022 y el torneo intermedio Final Four de la temporada 2022/23, donde se quedó con el premio individual a la jugadora más valiosa. En esta temporada 2022/23 finalizó como la segunda goleadora con 306 puntos, además de ser la segunda en asistencias con 71 y la tercera en recuperaciones con 47. Entre Rocamora y Obras Sanitarias registró en el torneo nacional un acumulado de 1357 puntos en 99 partidos y una efectividad del 55,56%.Los organizadores de la Liga Femenina la seleccionaron en dos ocasiones como una de las integrantes del Mejor Quinteto de la competencia, durante el Torneo Clausura 2021 y las primeras semanas de la 2023/24, momento en que se transformó en la nueva capitana del equipo reemplazando a Belén Echeverría. Es también durante esta temporada cuando un comunicado publicado por la Liga la definió como «una de las principales referentes del juego ofensivo, [que] se caracteriza por su velocidad para liderar las transiciones en ataque y su potencia para desequilibrar la defensa rival».
En diciembre de 2023 alcanzó la marca de 1.500 puntos en la historia de la Liga Femenina, convirtiéndose así en la máxima anotadora a lo largo de la competencia.

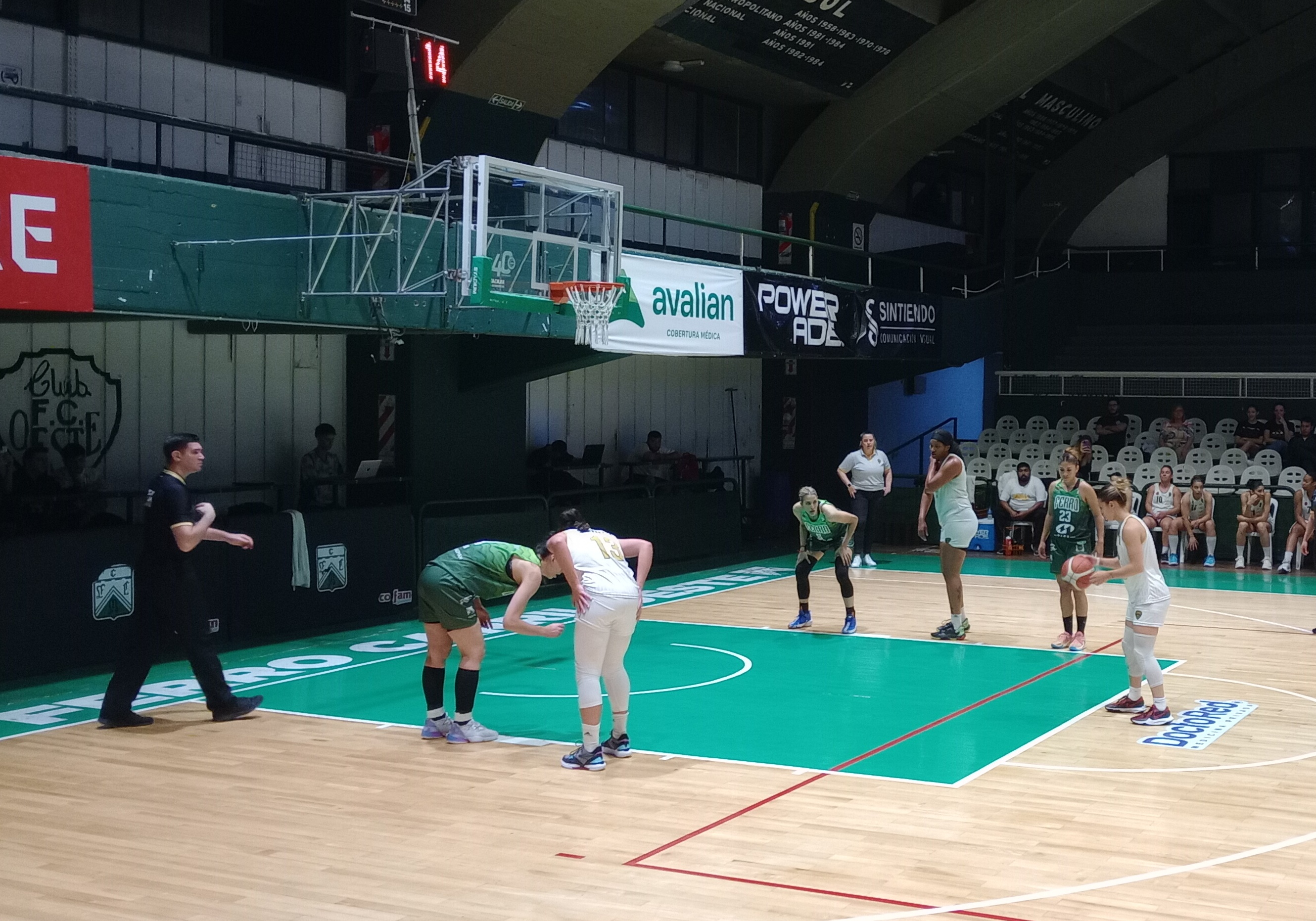
Camila Suárez a cargo de un tiro libre en la temporada 2023/24

### Retiro y posterior retorno a la actividad
A mediados de 2024 fue convocada a la selección para participar en las competencias de ese año, sin embargo en julio comunicó a través de sus redes sociales su retiro de la actividad deportiva, manifestando estar «viviendo situaciones de mucho estrés a nivel deportivo/competitivo» además de señalar la imposibilidad de rescindir su contrato con el club Obras Sanitarias dado el monto que el club le demandó a cambio de dejarla en libertad de acción. Meses después, sin embargo, disputó la fase inicial de la Liga Femenina de Baloncesto de las Américas 2024 con el club mexicano Pioneros de Deliciasy a continuación el Club Atlético Riachuelo de La Rioja anunció su contratación para la Liga 2024/25.

### Selección nacional
Participó de la selección de base que disputó el campeonato Sudamericano U17 en 2017, donde Argentina consiguió el primer puesto y Suárez promedió 21.2 minutos en cancha, 11.4 puntos, 2.2 robos y 3 asistencias por partido.El campeonato le valió la clasificación al Campeonato FIBA Américas Sub-18 de 2018, donde el equipo obtuvo el tercer puesto, lo que a la vez le permitió disputar el Campeonato Mundial Sub-19 de 2019,donde promedió 30.4 minutos en cancha, 8.9 puntos, 5.3 rebotes y 4 asistencias a lo largo de siete partidos.
Tuvo su debut en la selección mayor en la AmeriCup 2021 de Puerto Rico, donde debió reemplazar a Melisa Gretter ante una seguidilla de casos positivos de COVID-19 que le terminaron costando la descalificación al equipo. Sus números para el debut fueron de 13 puntos, cinco asistencias, cuatro rebotes y tres robos. A esta competencia le siguieron el Sudamericano de San Luis 2022 (donde Argentina se quedó con el segundo puesto), la AmeriCup de México 2023 y los Juegos Panamericanos de 2023, donde Argentina logró la medalla de bronce, la primera en su historia. El torneo de Suárez (goleadora de toda la competencia con 19.4 puntos de media) fue destacado por la prensa, quien calificó su actuación como «estelar», «determinante» y la señaló como la figura del equipo. Su desempeño en los Panamericanos le valió ser nominada a los Premios Jorge Newberyy recibir el Premio Centenario por parte del Comité Olímpico Argentino (COA).

## Vida personal
Cursó estudios de profesorado de Educación Física. Es fanática del Club Atlético Boca Juniors.

## Palmarés

### Clubes
- Campeona - Torneo Federal Femenino 2018 (con Lanús)
- Campeona - Liga uruguaya femenina 2018 (con Bohemios)
- Campeona - Torneo Federal Femenino 2021 (con Obras Sanitarias)
- Campeona - Torneo Metropolitano 2022 (con Obras Sanitarias)
- Campeona - Torneo Final Four 2022 (con Obras Sanitarias)

### Selección
- Campeona - Sudamericano U17 2017
- Subcampeona - Sudamericano mayores 2022
- Medalla de Bronce - Juegos Panamericanos Santiago 2023

### Distinciones individuales
- Jugadora más valiosa (MVP) - Torneo Final Four 2022
- Nominada premios Jorge Newbery 2023
- Ganadora Premio Centenario 2023